# West-Thürings voetbalkampioenschap 1929/30
In 1929/30 werd het veertiende voetbalkampioenschap van West-Thüringen gespeeld, dat georganiseerd werd door de Midden-Duitse voetbalbond. 
FC 1905 Zella-Mehlis fuseerde met SC 1912 Zella-Mehlis en werd SV Union Zella-Mehlis. De fusieclub werd kampioen en plaatste zich voor de Midden-Duitse eindronde. De club verloor meteen van SV 08 Steinach.

## Gauliga
| Plaats | Club                     | Wed. | W  | G | V  | Saldo | Ptn.  |
| ------ | ------------------------ | ---- | -- | - | -- | ----- | ----- |
| 1.     | SV Union Zella-Mehlis    | 14   | 11 | 2 | 1  | 50:19 | 24:4  |
| 2.     | SpVgg Zella-Mehlis 06    | 14   | 9  | 2 | 3  | 65:26 | 20:8  |
| 3.     | SpVgg Gelb-Rot Meiningen | 14   | 9  | 2 | 3  | 46:20 | 20:8  |
| 4.     | VfL Meiningen 04         | 14   | 5  | 3 | 6  | 25:33 | 13:15 |
| 5.     | TuS Steinbach-Hallenberg | 14   | 5  | 1 | 8  | 28:30 | 11:17 |
| 6.     | SV 1904 Schmalkalden     | 14   | 5  | 0 | 9  | 25:37 | 10:18 |
| 7.     | SV Wacker 04 Salzungen   | 14   | 5  | 0 | 9  | 27:43 | 10:18 |
| 8.     | FC Edelweiß Viernau      | 14   | 2  | 0 | 12 | 13:71 | 4:24  |

|  | Kampioen, geplaatst voor Midden-Duitse eindronde |
|  | Degradatie                                       |